# 来栖梨紗
来栖 梨紗（くるす りさ、1993年3月10日 - ）は、日本の女優、 女性モデル。富山県上市町出身。桐朋学園芸術短期大学芸術科演劇専攻卒。
身長170cm。愛称は「りさちゃん」。BORDERLESS所属。撮影会ユニット「AyK」を主催。

## 来歴
2011年3月富山第一高等学校卒業。同年4月桐朋学園芸術短期大学芸術科演劇専攻入学。2013年2月に行われた同大学卒業公演「ひめゆりの塔」（俳優座劇場）では宮城教諭役を演じる。
2016年6月1日、出身地の上市町から「観光大使かみいち」を委嘱される。

## 人物
- 中学では吹奏楽部でサックスパートリーダー、高校では放送演劇部に所属し[5]、NHK杯全国高校放送コンテストの朗読部門に富山県代表として出場。
- 朝活かみいち（富山）[6]における講演[注 1]や上市町の観光大使を務めるなど地元富山との結びつきが強い。
- この講演では「方言も女優としての強みの一つ」と語り[7]、NHK朝ドラ『ひよっこ』での女子工員役や舞台『恋せよ乙女』での踊り子修行の娘役など富山弁を話す役柄を演じることも多い。

### 趣味・特技
- 趣味は観劇、科学館巡り[8]、科学実験。
- 特技は詰め放題。カップラーメン17個、コアラのマーチ6箱[9]人参35本[10]、軍手70双[11]、じゃがいも13個[12]をそれぞれ一袋に詰め込んだ実績がある。

### 嗜好
- 好きな食べ物はさくらんぼ[13]、桃[14]、綿菓子[15]。
- 好きな小説は『蟲と眼球とテディベア』（日日日）[16]。
- 好きなアニメは『犬夜叉』[17]。
- 好きな動物はリス[18]。

## 出演作品

### 映画
- 幸福のアリバイ〜Picture〜（2016年11月18日、監督：陣内孝則）
- シンデレラのさえずりを聞け（2017年12月2日、監督：中野森） - 宮里希咲 役 ※第5回八王子ShortFilm映画祭 グランプリ受賞作品

### テレビドラマ
- 連続テレビ小説「とと姉ちゃん」（2016年4月・5月、NHK） - ヒロイン常子の高等女学校時代の同級生 役
- 絶狼-ZERO- -DRAGON BLOOD- 第1話（2017年1月6日、テレビ東京） - 仮面女 役
- バイプレイヤーズ 〜もしも6人の名脇役がシェアハウスで暮らしたら〜 第7話（2017年2月25日、テレビ東京） - アジアンパブのホステス 役
- 連続テレビ小説「ひよっこ」（2017年5月、NHK） - 久保田梨紗 役

### テレビ番組
- ソレダメ!〜あなたの常識は非常識!?〜（2016年11月30日・2017年5月17日、テレビ東京）
- #きとキュン♥トラベラー（2017年4月4日・5月2日・5月9日、チューリップテレビ）
- 全力坂（2017年5月11・17日、テレビ朝日）
- 林先生が驚く初耳学!（2017年12月3日、TBSテレビ系列）

### 舞台
2013年
- にんげんどうぶつえん（2013年7月5日・6日、新宿眼科画廊） - にんげん４ 役
- 恋せよ乙女 花の浅草人情噺（2013年10月18日 - 22日、渋谷区文化総合センター大和田 伝承ホール） - 多江 役 [19]

2014年
- 月麺（2014年4月4日 - 6日、新宿眼科画廊） - サツキ 役
- 熱海殺人事件（2014年5月9日 - 11日、桜台Joy Joy ステーション） - ハナ子 役 [20]
- 緋色のくちづけ〜吸血悲恋乃徒花（2014年10月4日 - 8日、渋谷区文化総合センター大和田 伝承ホール） - 斎藤薫 役

2015年
- ジョン・ヘンリック・ドン・ペンバートンの最小限な景色（2015年1月21日 - 25日、下北沢Geki地下Liberty） - バーネット・スミス 役 [21]
- 舞台版 てーきゅう 〜先輩とめぐりあう時間たち〜（2015年7月29日 - 8月2日、日本芸術専門学校大森校劇場） - 斉田はな 役
- 羊ハウスのこと（2015年10月7日 - 12日、パフォーミングギャラリー＆カフェ『絵空箱』） - いずみ 役

2016年
- メトロな生活（2016年6月13日、テアトル新宿）
- アマゾネス ～return of the amazons～（2016年7月19日 - 24日、上野ストアハウス） - むくれのペネロピ 役 [22]
- トウキョウ女の成長戦略？（2016年8月16日・17日、富山県民小劇場オルビス） - ミキ 役 [23]
- ヅカ★ガール「サバト」（2016年9月9日 - 13日、SPACE 梟門） - コクリコ 役

2017年
- ジョン・スミスと埋める戯曲集『アンドゥ・トロワと予期せぬ６人』（2017年5月12日 - 14日、新宿眼科画廊） - アンナ・ベイカー 役 [24]
- ヅカ★ガール「ハイヌウェレの骸」（2017年7月5日 - 9日、シアター・バビロンの流れのほとりにて） - 弥剣ヶ峰周（みつるぎがみね あまね）役 [25] ※東京バビロン演劇祭2017 オーディエンス賞受賞作品
- 岸田國士を読む in 吉祥寺『KUNIO remix』（2017年8月28日、吉祥寺曼荼羅）[注 2][26]
- 岸田國士短編集 ～岸田國士の男と女～「恋愛恐怖病」（2017年12月20日 - 23日、宮益坂十間スタジオAスタジオ）

2018年
- Short Story Girls #11（2018年1月31日、目黒鹿鳴館）[27]
- 歌と朗読劇 女学生Sの恋文（2018年3月10日、LIVE BOX Gaba-Sugoka）
- 花喰ひ蜘蛛（2018年4月9日、兎亭） - 女 役
- 地球♡片想い 第2回プロデュース公演 「私にダメなところがあるとしたら、みんなあの人がダメにしたからよ。」（2018年4月13日、新宿グラムシュタイン）
- ジョン・スミスと探る演劇『ゼロバヤシモトコたち』（2018年5月24日 - 27日、新宿眼科画廊） - 浮田 役
- ヅカ★ガール「馘切姫」（2018年7月6日 - 10日、花まる学習会王子小劇場） - ナーガ卿 役 [28]
- 白いバラの散る頃に（2018年9月5日・10日・12日、兎亭） - マーガレット 役
- ヅカ★ガール「セイレムの焔」（2018年10月24日 - 11月4日、サンモールスタジオ） - マリア 役
- 法王庁の避妊法（2018年12月29日・30日、山王FOREST）

2019年
- AyK「メフィストの瞳」（2019年4月3日 - 6日、兎亭） - センセイ 役
- ヅカ★ガール「妖花迷宮」（2019年4月23日 - 28日、兎亭） - 柴崎月子 役
- ジョン・スミスと探る演劇「鳥の映画」（2019年5月23日 - 26日、神奈川県青少年シアタースタジオHIKARI） - 来栖 役 [29]
- ヅカ★ガール「イヴ・プリマ・パンドラ-幻想都市の魔女-」（2019年11月14日 - 19日、シアターグリーン BASE THEATER） - ルイーズ・オーランドー 役（主演）[30]

2020年
- AyK「追憶の国のアリス」（2020年2月28日 - 3月1日、池袋MY-STYLE2） - 青イモムシ 役 [31]
- ジョン・スミスと探る演劇「ジョン・ヘンリック・ドン・ペンバートンの最小限な景色」（2020年3月22日、KAAT神奈川芸術劇場） - 来栖 役
- ヅカ★ガール「卍珠沙華」（2020年3月26日 - 30日、兎亭） - 綿貫栄次郎 役 [32]
- ヅカ★ガール「妖花迷宮」（2020年10月22日 - 26日、d-倉庫）《白の章》「白蛇の孤悲」 - 夢淵カガヤ 役 [33]

2021年
- 物語研究所「自粛姫」(2021年1月22日 - 1月24日、参宮橋トランスミッション) - 白雪姫 役
- 屋根裏の部屋「花喰ひ蜘蛛」（2021年7月22日 - 23日、兎亭） - 艶 役
- ヅカ★ガール「レディ・カーミラ」（2021年9月8 - 13日、d-倉庫） - ダンテ 役[34]
- ヅカ★ガール「のばらのばらのばら」(2021年11月3日 - 7日、兎亭) - カラス 役

2022年
- AyK「メフィストの瞳」(2022年6月10日 - 12日、遊空間がざびぃ) - センセイ 役[35][36]
- ヅカ★ガール「モルフェウスの魔境」(2022年11月9日 - 13日、シアターグリーン BIG TREE THEATER) - ルゥナ・セレナーダ 役[37][38]
- AyK「秘蜜酒場 -woman in the mirror-」(2022年12月28日 - 31日、PerformingGallary&Cafe 絵空箱) - アンナ 役

2023年
- オバケン畏怖咽び家特別企画「顕現〜サタナキアの憑代〜」(2023年1月２８日 - 2月5日、方南町お化け屋敷オバケン) - 窪田加奈 役
- ヅカ★ガール「卍珠沙華」（2023年3月22日 - 26日、兎亭） - 綿貫栄次郎 役
- ヅカ★ガール「蛇姫花伝」（2023年10月18日 - 22日、シアターグリーン BIG TREE THEATER） - 弥剣ヶ峰周 役[39]

2024年
- ヅカ★ガール「妖花迷宮」（2024年4月13日 - 21日、兎亭） - 柴崎月子 役
- ヅカ★ガール「ヴァルハラ・ワルツ」（2024年12月4日 - 8日、シアターグリーン BIG TREE THEATER） - ロキ 役[40]

### 映像
- AyK映像公演「秘蜜酒場」（2021年2月14日） - アンナ 役

### イベント
- 黒いワンピースと沈黙のジェームズ展（2016年5月12日 - 16日、アートスペース吉祥寺、クリエイター：タカノミズホ）[41]
- 観光大使かみいち
  - 2016“よい仕事おこし”フェア（2016年8月2日・3日、東京国際フォーラム）
  - 『大人の遊び、33の富山旅』in 日本橋（2016年8月29日、日本橋とやま館）[42]
  - ツーリズムEXPOジャパン（2016年9月23日 - 25日、東京国際フォーラム）[43]
  - 第2回フォトロゲイニング上市まちのわ2016（2016年10月20日、上市町文化研修センター） - 司会、選手宣誓[44]
  - 発車オーライ かみいち魅力満載号（2017年1月21日・3月11日、富山地方鉄道観光列車アルプスエキスプレス車内）[45]
  - 第30回 剱岳雪のフェスティバル（2017年2月11日、上市町役場駐車場）[46]
  - 『剱岳の麓からの贈り物 とっておきの秘密基地 富山県上市町』in 日本橋とやま館（2017年2月21日 – 3月5日、日本橋とやま館）[47]
- HASEO 個展「Predators Of The City V 世界を変える創作写真の世界」（2016年10月14日 - 19日、オリンパスギャラリー東京） - 『運命の三女神』モデル[48]
- 東京オートサロン2017（2017年1月13日 - 15日、幕張メッセ） - NOBLESSE×MIRAREED ブース by HASEO
- CP+ カメラと写真映像のワールドプレミアショー（2017年2月23日 - 26日、パシフィコ横浜）- オリンパスブース HASEO映像作品『乙姫』の宮女 役
- グループ展「写真は楽し!!」（2017年11月24日 - 30日、フレームマンエキシビションサロン銀座 ギャラリー1） - 金井眞知子作品モデル
- AyK「秘蜜酒場」(2021年6月18日 - 19日、ひまわりスペース)
- 金井眞知子×来栖梨紗写真展「艶紅」(2021年11月30日 - 12月11日、ピクトリコ ショップ＆ギャラリー)[49]
- AyK「紅茶午睡物語」(2021年12月10日 - 22日、新宿眼科画廊スペースO)[50]

### 受賞
- 第32回 ベストジーニスト 一般新人部門ファイナリスト（2015年）
- 第31回 ミス湘南コンテスト ベストフォトジェニック（2016年）[51]

### CM
- 久光製薬「アレグラFX」（2016年） - 店員 役
- DSGグループ「ビリヤード編」（2017年）
- ヨドバシカメラ 「2024年新生活セール」（2024年）

### 広告
- 佐藤佐吉ユース演劇祭ポスター（2016年）[52]
- 第2回フォトロゲイニング上市まちのわ2016ポスター（2016年）[53]
- 美人不動産（2017年）
- 2017観光大使かみいち募集ポスター（2017年）[54]
- トイカツ道場西日暮里ストライキングポスター（2017年5月）[55]
- 西武園ゆうえんちプールポスター（2017年8月）
- 平成30年版予備自衛官等募集ポスター及び予備自衛官等協力事業所表示制度ポスター（2018年4月1日）[56]
- 予備自衛官等制度広報ドラマ「いざ、という時のために」（2018年4月26日） - リサ（即応予備自衛官）役[動画 1]

### WebCM
- KAMAGAYA CITY / 千葉県鎌ケ谷市（2014年）[動画 2]

### MV
- Tomo GÖ 「Bo Chap!」（2017年8月7日）[動画 3]
- 松永天馬「ポルノグラファー」（2019年8月27日）[動画 4]

### ラジオ
- サンセット★ミュー（ラジオ・ミュー、2011年3月15日）
- イミズムズムズラジオ（エフエムいみず、2011年3月21日）

### 雑誌
- 別冊「ほしのふるまち×富山美少女図鑑」（2011年12月25日）[57]

### Web雑誌
- Engadget 日本版（2018年7月2日）[58][59]

### 自主映画
- 夏、巡る。（2014年、監督：中村悠平） - クルス 役[動画 5]

### 自主制作映像
- それが気になる（2015年、監督：中谷奈緒子）[動画 6]